# Mbaouar
Pal Mbaouar és una població a la regió de Louga, Senegal a 43 metres sobre el nivell de la mar. És el centre de l'antiga província de Mbaouar al regne del Cayor que el damel Mbadidodo va cedir a França per un tractat de 4 de desembre de 1863.
La província es va formar amb els districtes de Mbaouar, de Mberine i de Diagnakhe amb un total de 5.565 habitants el 1897. El Gueul fou també una província formada amb els districtes de Pekhe, de Gueoul, de Ndiobe, de Ndiounobe, de Diadje, de Ndate i de Mboltogne amb un total de 9.342 habitants el 1897; entre les dues províncies el cens de 1897 donava 14.907 habitants.